# 月岡站 (新潟縣)
月岡站（日语：／ Tsukioka eki */?）是位於新潟縣新發田市本田1552番，東日本旅客鐵道（JR東日本）的羽越本線車站。

## 歷史
- 1912年（大正元年）9月2日：信越線支線新津至新發田之間開業，此站啟用，當初車站名為天王新田站（日语：／）。
- 1914年（大正3年）6月2日：新發田至中條之間開業，同時路線改名為村上線。
- 1924年（大正13年）7月31日：全線開業，村上線編入至羽越線。
- 1925年（大正14年）11月20日：羽越線改名為羽越本線。
- 1950年（昭和25年）9月1日：車站改名為月岡站[1]。
- 1969年（昭和44年）10月1日：終止行李運送業務。
- 1972年（昭和47年）9月1日：終止貨物起卸業務。同時成為業務委託車站。
- 1984年（昭和59年）2月1日：終止行李起卸業務。
- 1985年（昭和60年）3月14日：成為無人車站。
- 1987年（昭和62年）4月1日：伴隨國鐵分割民營化，車站由東日本旅客鐵道（JR東日本）營運。
- 2008年（平成20年）3月15日：此站可使用IC卡「Suica」[2][3]。

## 車站構造
車站是一座地面車站，設有1面2線的島式月台。車站大樓與月台之間設有跨線橋連接。當不需要進行列車交會時，列車會使用靠近南邊車站大樓的2號月台。從前在2號月台外側有一條側線（上行1號線）。
此站是由新津站管理的無人車站。在車站大樓重建後，商店同時關閉（Kiosk）。現時車站大樓只有候車室的功能，在大樓內設有簡易Suica閘機、簡易自動售票機（不可使用Suica增值）和廁所。

### 月台
| 月台 | 路線      | 上下行 | 方向           |
| ---- | --------- | ------ | -------------- |
| 1、2 | ■羽越本線 | 下行   | 村上、鶴岡方向 |
| 1、2 | ■羽越本線 | 上行   | 新津方向       |

## 車站周邊
車站附近為農戶和住宅區。車站南邊為稻田。
- 國道460號（日语：国道460号）
- 新潟縣道300號月岡停車場月岡線（日语：新潟県道300号月岡停車場月岡線）
- 天王郵局（日语：天王郵便局 (新潟県)）
- 月岡溫泉（日语：月岡温泉） - 轉乘巴士、的士約10分鐘
- 市島邸（日语：市島邸）
- 福島潟（日语：福島潟）
- Iei公司新發田工廠、總部

## 巴士

新發田區域巴士路線圖。豐榮站至月岡溫泉的直達巴士不會停此站附近位置。

截至2019年4月，於站前附近設有新潟交通觀光巴士「月岡站前」巴士站，並於平日設有以下巴士路線（各方向4班）。
- ＜新發田營業所 - 乘廻 - 月岡線＞ 前往月岡溫泉
- ＜新發田營業所 - 乘廻 - 月岡線＞ 經天王、乘廻 前往新發田

## 圖庫

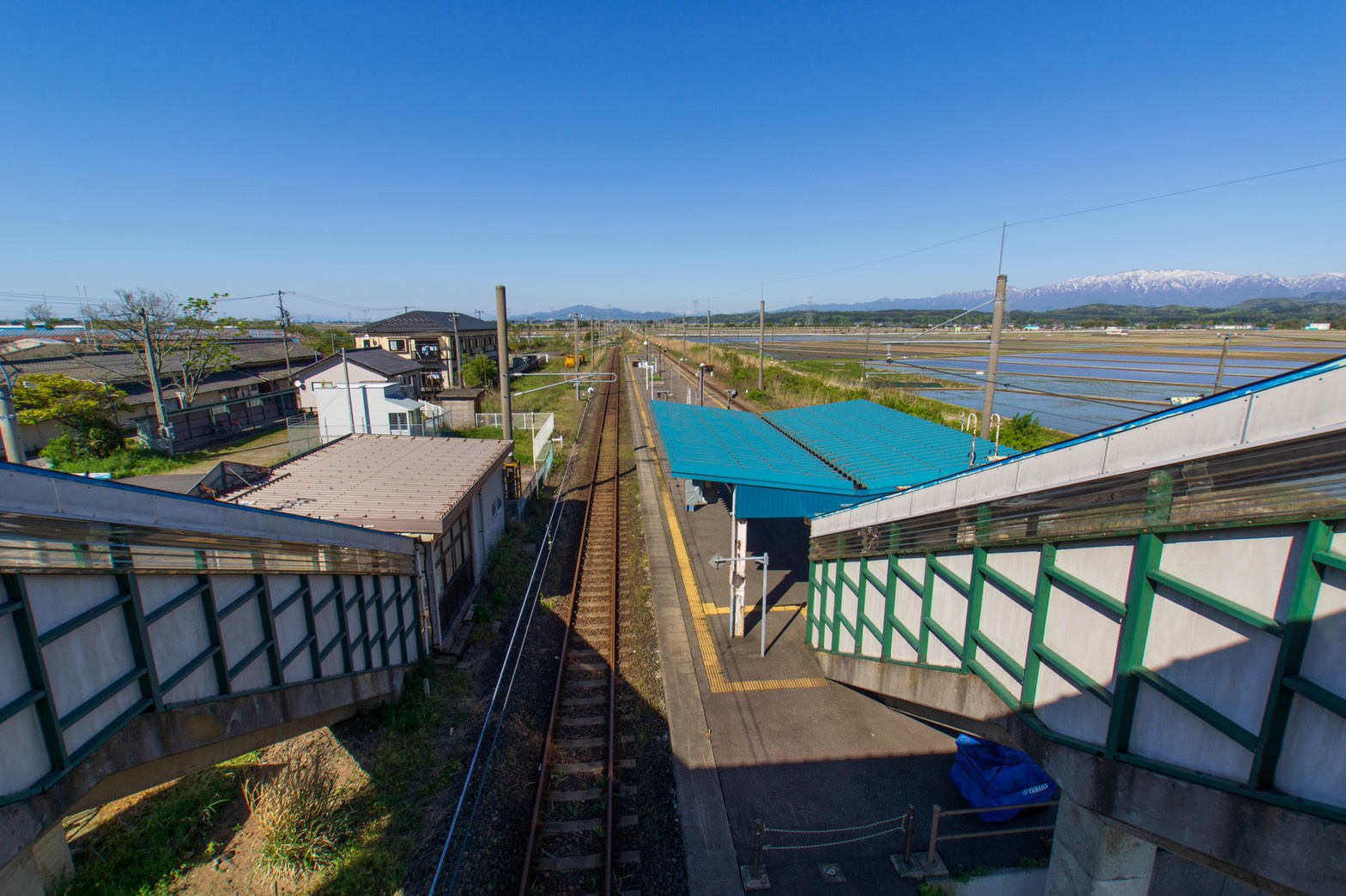
島式月台（2019年5月）
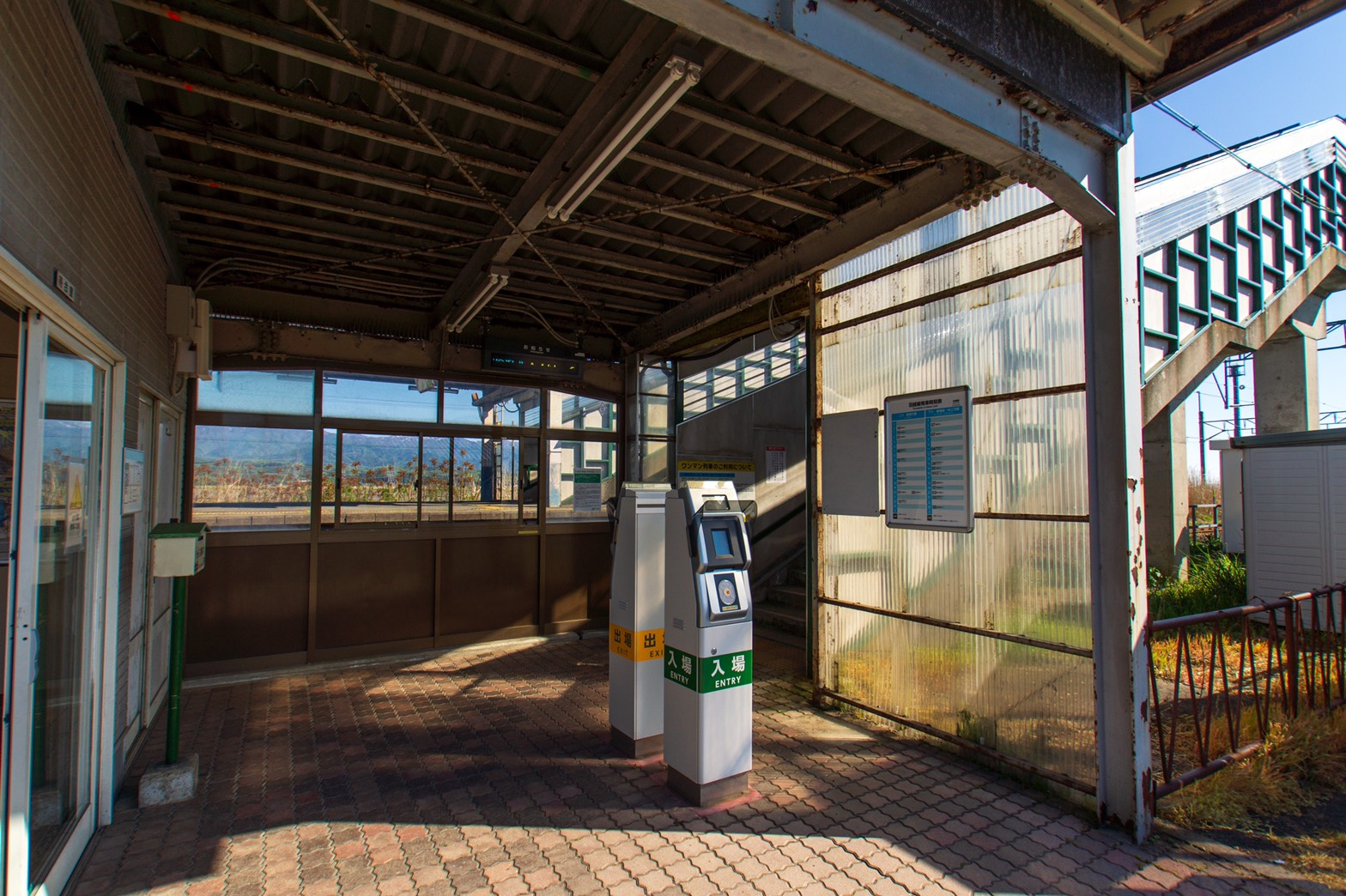
簡易IC閘機。左邊為候車室（2019年5月）
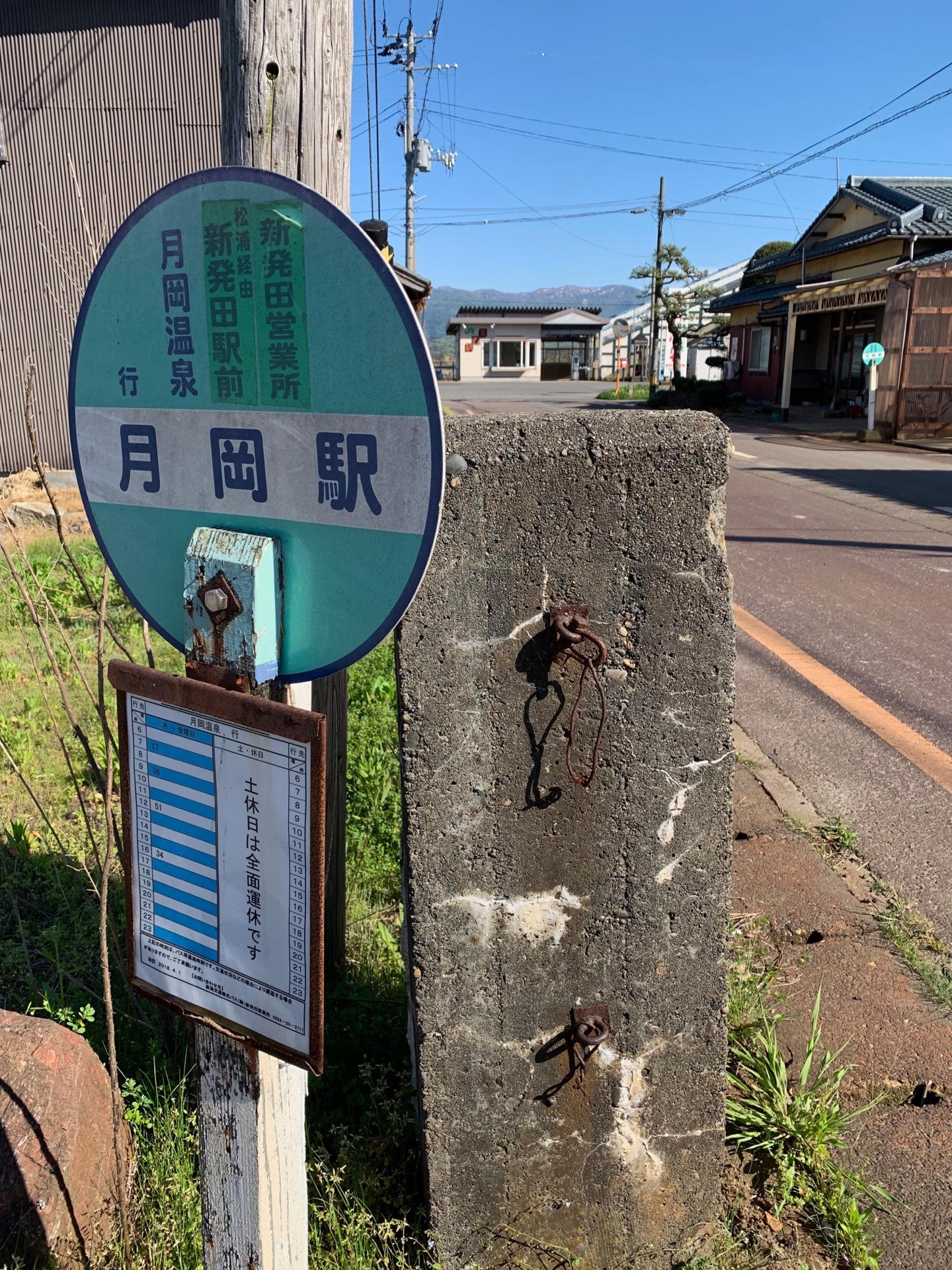
新潟交通觀光巴士（日语：新潟交通観光バス）「月岡站」巴士站（2019年5月）

## 相鄰車站
東日本旅客鐵道
■羽越本線
神山－月岡－中浦

## 注腳
1. 1 2  「日本國有鐵道公示第194號」『官報』1950年8月30日（國立國會圖書館數碼化收藏）
2. ↑   (PDF) (新闻稿). 東日本旅客鐵道. 2007-12-21  [2020-05-29]. （原始内容 (PDF)存档于2016-03-04） （日语）.
3. ↑   (PDF) (新闻稿). 東日本旅客鐵道新潟分社. 2008-01-23  [2020-11-08]. 原始内容存档于2010-11-02 （日语）. - WayBack Machine存檔
4. 1 2  . 東日本旅客鉄道.   [2019-08-12]. （原始内容存档于2019-08-12） （日语）.
5. ↑  新発田エリア （页面存档备份，存于）（日語） - 新潟交通観光バス

## 外部連結
- 車站資訊（月岡）：東日本旅客鐵道（日語）